# نهر أردوغان
نهر أردوغان (بالتركية: Nehir Erdoğan)‏ ممثلة تركية، ولدت في مدينة إزمير في 16 يونيو 1980. اشتهر عام 2005 في تركيا واليونان في المسلسل التلفزيوني لغز الماضي (بالتركية: (Yabancı Damat) بالإنجليزية: Foreign Groom) واشتهرت أيضا في مسلسل اسمي ملك بالتركية (benim adım melek)

## روابط خارجية
- نهر أردوغان على موقع IMDb (الإنجليزية)
- نهر أردوغان على موقع قاعدة بيانات الأفلام العربية
- نهر أردوغان على موقع ألو سيني (الفرنسية)
- نهر أردوغان على موقع قاعدة بيانات الفيلم (الإنجليزية)
- نهر أردوغان على موقع كينوبويسك (الروسية)